# 46-й размер
«46-й размер» (англ. 46 Long) — второй эпизод телесериала канала HBO «Клан Сопрано». Сценарий написал Дэвид Чейз, режиссёром стал Дэн Аттиас, а премьера эпизода состоялась в США 17 января 1999 года.

## В ролях
- Джеймс Гандольфини — Тони Сопрано
- Лоррейн Бракко — д-р Дженнифер Мелфи
- Эди Фалко — Кармела Сопрано
- Майкл Империоли — Кристофер Молтисанти
- Доминик Кьянезе — Коррадо Сопрано-мл.
- Винсент Пасторе — Пусси Бонпенсьеро
- Стивен Ван Зандт — Сильвио Данте
- Тони Сирико — Поли Галтьери
- Роберт Айлер — Энтони Сопрано-мл.
- Джейми-Линн Сиглер — Медоу Сопрано
- Нэнси Маршан — Ливия Сопрано

### Приглашённая звезда
- Майкл Рисполи — Джеки Април-ст.

#### Также приглашены
- Эл Сапиенса — Майки Палмичи
- Энтони ДеСандо — Брендан Филоне
- Дреа Де Маттео — Адриана
- Фрэнк Санторелли — Джорджи
- Йоханн Карло — Бонни ДиКаприо
- Дебра Эллен Уоллер — Перрилин
- Майк Эппс — Джером
- Янси Ариас — Арназ
- Тибор Фельдман — адвокат Браун
- Харви Левин — ведущий шоу
- Стивен Рандаццо — Винсент Риццо
- Энтони Касо — Мартин Скорсезе (непр. Мартин Скорцезе)
- Виктор Коликкио — Джо
- Марсия Хауфрехт — Фэнни
- Дезире Кехо — танцовщица
- Майкл Парк — вышибала
- Чарльз Санти — водитель грузовика
- Дэвид Шулман — мистер Миллер
- Мэнни Сильверио — второй водитель грузовика

## Сюжет
Брендан Филоне и Кристофер создали свой собственный концерн по угону грузовиков. Они захватывают партию DVD-плееров из грузовика Комли и нападают на водителя по его просьбе, чтобы он смог избежать подозрений. Они доставляют плееры Тони, Сильвио и Тони в Бада Бинг, где очевидно отвращение Тони к Брендану. Тони говорит Крису, что ему не нравится метамфетаминовая привычка Брендана.
Деятельность Криса и Брендана расстраивает Джуниора Сопрано, которому на самом деле платят, чтобы защищать грузовые машины Комли. После посиделки дяди Джуниора с действующим боссом, Джеки Априлом-старшим, и Тони Сопрано, он жалуется на поведение Брендана и Криса и их махинации по угону. Выясняется, что Джеки страдает от рака и размышляет о выборе своего преемника. Когда Тони уходит, Джуниор жалуется Джеки по поводу обращения Тони со своей матерью, Ливией. Тони позже передаёт сообщение Джуниора Крису в Сатриале. Крис жалуется Тони, что ему не отдают должное за решение проблемы с Триборо Тауэрс. Брендан задевает Тони, оскорбив Джеки, и это подталкивает Тони в буквальном смысле выкинуть его. Тони берёт должные $15000 и карманные $5000 Криса, собираясь только дать $10000 Джуниору, если Крис и Брендан не скажут ему сами.
Брендан и Крис, оба под кайфом от мета, халатно относятся к требованиям, предъявленных им, и планируют другой угон поставки итальянских костюмов, отправляющихся этой ночью в клуб. Однако, когда Брендан прибывает, чтобы забрать своего сообщника, трезвый и мыслящий Кристофер решает отсидеться. Брендан, который очевидно под кайфом от мета, сам организовывает угон. На этот раз, его сопровождают двое сообщников, Антуан и Специальный К. Когда водителю грузовика угрожают, он выходит из грузовика. Специальный К случайно роняет свой пистолет, который стреляет, убивая водителя рикошетной пулей. Двое сообщников сбегают с места происшествия, а Брендан остаётся на месте, ругающийся и напуганный тем, что может произойти.
После того, как Тони узнаёт об этом от Криса, он говорит своему племяннику и Брендану, что они должны вернуть грузовик к Комли и возврат должен быть произведён, но не до того, как его команда подберёт себе небольшое количество костюмов.
Пусси и Поли отправляются, чтобы узнать, кто украл машину учителя физики Энтони-младшего. Они смогли найти преступников, но обнаруживают, что тачка «расфигачена» на части, что заставляет их украсть новую машину. После того, как учитель получает внешне похожую машину, думая, что это та же, Э.-мл. упоминает, что его отец герой. Учитель, однако, запутался, почему краска ещё не высохла, интерьер другого цвета и совсем другой ключ, несмотря на наличие одинаковых номеров.
После пожара на кухне Ливии, вызванного её невниманием в приготовлении и неспособностью позвать помощь, Кармела говорит о том, что ей нужно жить с другими, и даже предлагает, чтобы Ливия переезжала жить с её семьёй. Ливия отвергает оба предложения и становится обезумевшей из-за потери мужа, «святого». Тони нанимает тринидадскую медсестру, чтобы та заботилась о ней. Ливия жалуется Тони, что сестра крадёт у неё, и делает расистские высказывания, что заставляет сестру уволиться. Ливия подвозит свою подругу Фэнни домой и случайно сбивает её при попытке выехать на дорогу. Врачи говорят, что она больше не может жить одна и Тони помещает её в учреждение для пожилых Грин Гроув. Во время посещения её дома и упаковывания её вещей, у Тони происходит ещё один приступ паники, на этот раз незначительный.
Терапия Тони продолжается и он обсуждает свою мать с доктором Мелфи. Он чувствует себя виноватым в том, что его мать не живёт с его семьёй. Мелфи пытается показать ему, что его мама сложный человек, используя отношения Ливии с родными Тони и отсутствие у него воспоминаний счастливого детства. Мы узнаём, что Тони винит Кармелу в том, что она не дала его матери жить с ними. Тони отказывается перекладывать свою вину за ситуацию на свою мать. На другом сеансе, Мелфи прижимает Тони, чтобы он признал, что у него есть чувства гнева, даже ненависти, к его матери, и он уходит из комнаты.
Джорджи, бармен в Бада Бинге, находится в замешательстве по поводу работы телефонной системы, и не уверен в том, достиг ли он оператора или записывания, так же как и Ливия. Тони становится расстроенным и бьёт его телефонной трубкой, показывая смещение гнева, о котором доктор Мелфи предупреждала, что он произойдёт, если он не примет свои чувства гнева по отношению к своей матери.

## Впервые появляются
- Брендан Филоне: друг и сообщник Кристофера. Он довольно опрометчив, но он знает о власти Тони и надеется как-то встать в ряды вместе с Кристофером.
- Джеки Април-ст.: действующий босс преступной семьи ДиМео. Он встречается с Тони и дядей Джуниором в Сатриале, чтобы обсудить его рак и нынешнее положение.
- Джорджи Санторелли: бармен в Бада Бинге, чья бездарность в работе с телефоном расстраивает Тони.
- Майки Палмиси: шофёр и наёмный убийца Джуниора, которого Тони сильно не любит.

## Умер
- Гектор Энтони: случайно убит, когда один из бандитов Брендана Филоне, Специальный К, уронил свой пистолет во время угона грузовика.

## Название
- 46-й размер — размер мужского костюма[2]. Сильвио, Пусси и все остальные меряют итальянские костюмы, который Кристофер и Брендан украли.

## Производство
- Это единственный эпизод, в котором есть тизерная сцена перед начальными титрами.
- Этот эпизод был снят через десять месяцев после того, как был снят пилотный эпизод.
- Хостесс Везувия из пилотного эпизода оказалась девушкой Кристофера, Адрианой Ля Сёрвой. Дреа Де Маттео была взята на роль хостесс ресторана, но её игра настолько понравилась Дэвиду Чейзу, что он разработал роль Адрианы, начиная с этого эпизода.
- Расследуя пропавшую машину учителя Энтони-младшего, Биг Пусси комментирует то, что он «не чёртов детектив Рокфорд». Дэвид Чейз много лет был сценаристом/продюсером сериала «Досье детектива Рокфорда».

## Реакция
Алан Сепинуолл был более менее позитивно настроен к эпизоду, написав, что «что-то из этого — в частности всё то, что связано с Тони и Ливией […] чувствуется полностью сформированным и тем, что мы теперь считаем одним из величайших шоу когда-либо сделанных. И что-то из этого — Дэвид Чейз, всё ещё играющий с ручками и рычагами». Сепинуолл посчитал семейные сцены сильными, но при этом посчитал сюжетную линию с автомобильной кражей «всё ещё на более широком, более лёгком конце комедийного спектра, […] Она не плоха, но и не совсем нормальная». Однако Тодд Вандерверфф из «The A.V. Club» похвалил «46-й размер», назвав его «уверенным расширением вселенной шоу», рассматривая его как пример «острого чувства конфликта поколений в шоу, путей, которыми разные люди вступают в конфликт друг с другом».

## Музыка
- Песня, играющая, когда водитель грузовика подъезжает к тому месту, где Брендан и Кристофер ждут его, чтобы угнать грузовик — «Piel Morena» Талии.
- Песня, которую Тони поёт за завтраком, когда Кармела говорит ему об украденной машине мистера Миллера — «A Whiter Shade of Pale».
- Песня, играющая в Бада Бинге, когда Тони говорит с Ливией по телефону — «Instrumental» группы Zino and the Human Beatbox.
- Песня, играющая, когда Пусси идёт за книгами в свой автомагазин — «This Time» Ричарда Блэндона и The Dubs.
- Песня, играющая, когда Поли и Пусси идут в кафетерий в поисках воров — «Bop Hop» Brooklyn Funk Essentials.
- Песня, которую поёт тринидадская сестра — «Let Me Call You Sweetheart».
- Песня, играющая, когда Поли и Пусси находят логово воров — «Chica Bonita» (Levante las Manos) от Artie the 1 Man Party.
- Песня, играющая, когда Кристофер и Брендан в ночном клубе обсуждают угон грузовика, содержащего итальянские костюмы — «Party Girl» Ultra Naté.
- Песня, играющая, когда Тони страдает от панического приступа во время упаковывания в доме Ливии — Symphony #3, Op. 36 Хенрика Гурецкого.
- Песня, играющая, когда Тони бьёт Джорджи телефоном, и во время финальных титров — «Battle Flag» Pigeonhead.

## Награды
- Дэн Аттиас получил номинацию на премию Гильдии режиссёров США за лучшие режиссёрские достижения в драматическом сериале за этот эпизод[5]
- Нэнси Маршан была номинирована на премию «Эмми» за лучшую женскую роль второго плана в драматическом сериале за этот эпизод.[6]